# Primulales
Primulales е разред покритосеменни растения, използван в някои по-стари класификации. В системата APG II представителите му са включени в разред Ericales.
В класификацията на Кронкуист разред Primulales включва три семейства:
- Myrsinaceae
- Primulaceae – Игликови
- Theophrastaceae